# Джоґінґ

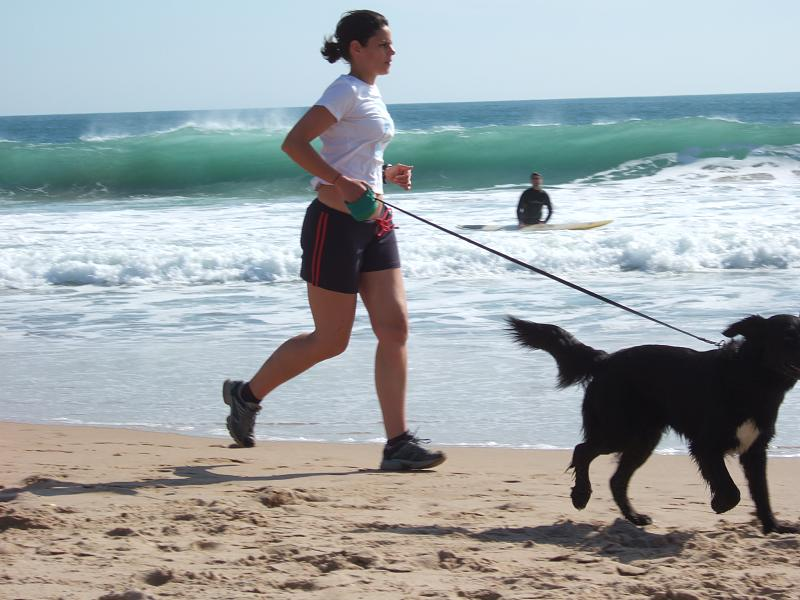
Біг підтюпцем (джоґінґ)

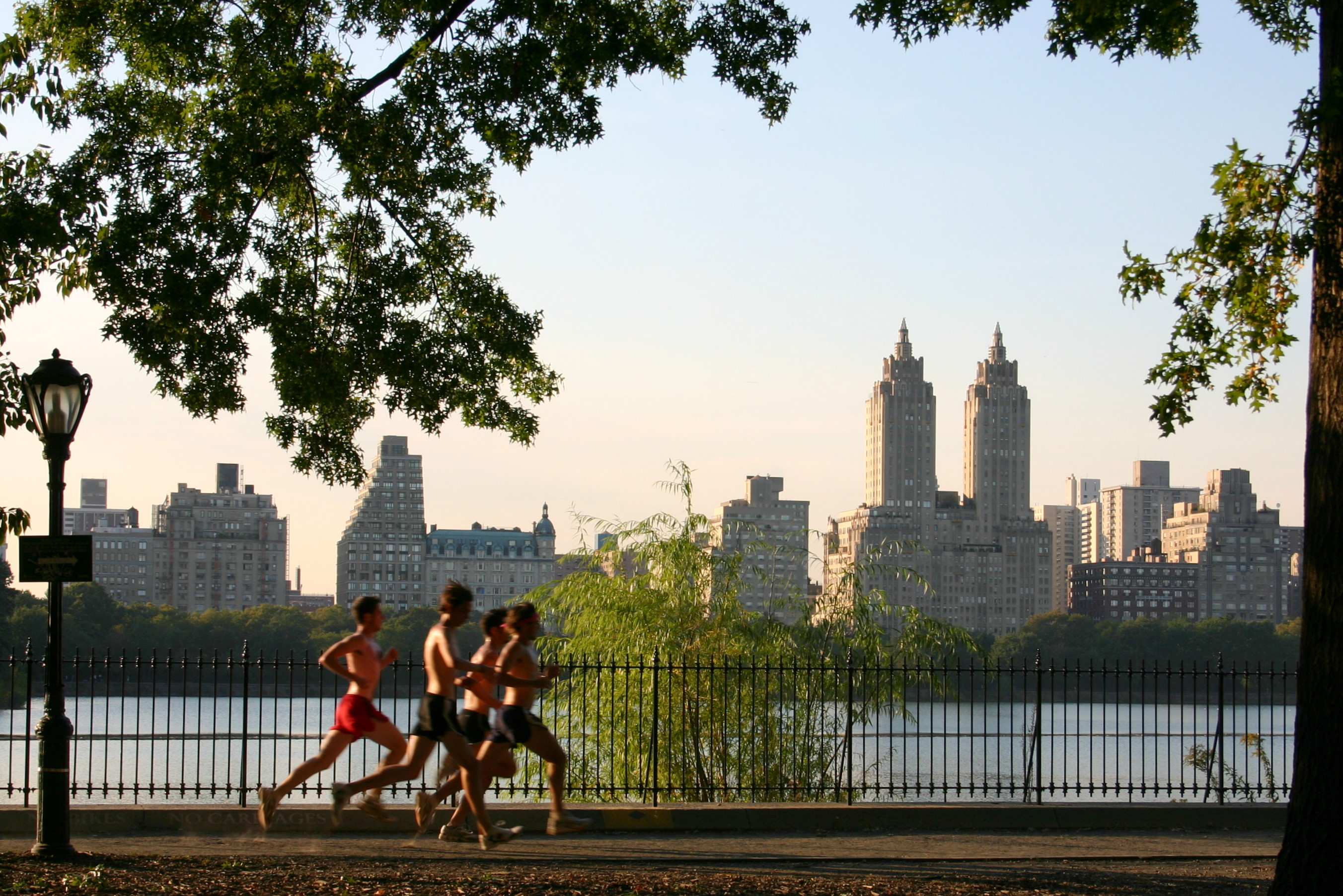
Джоґінґ в Центральному парку

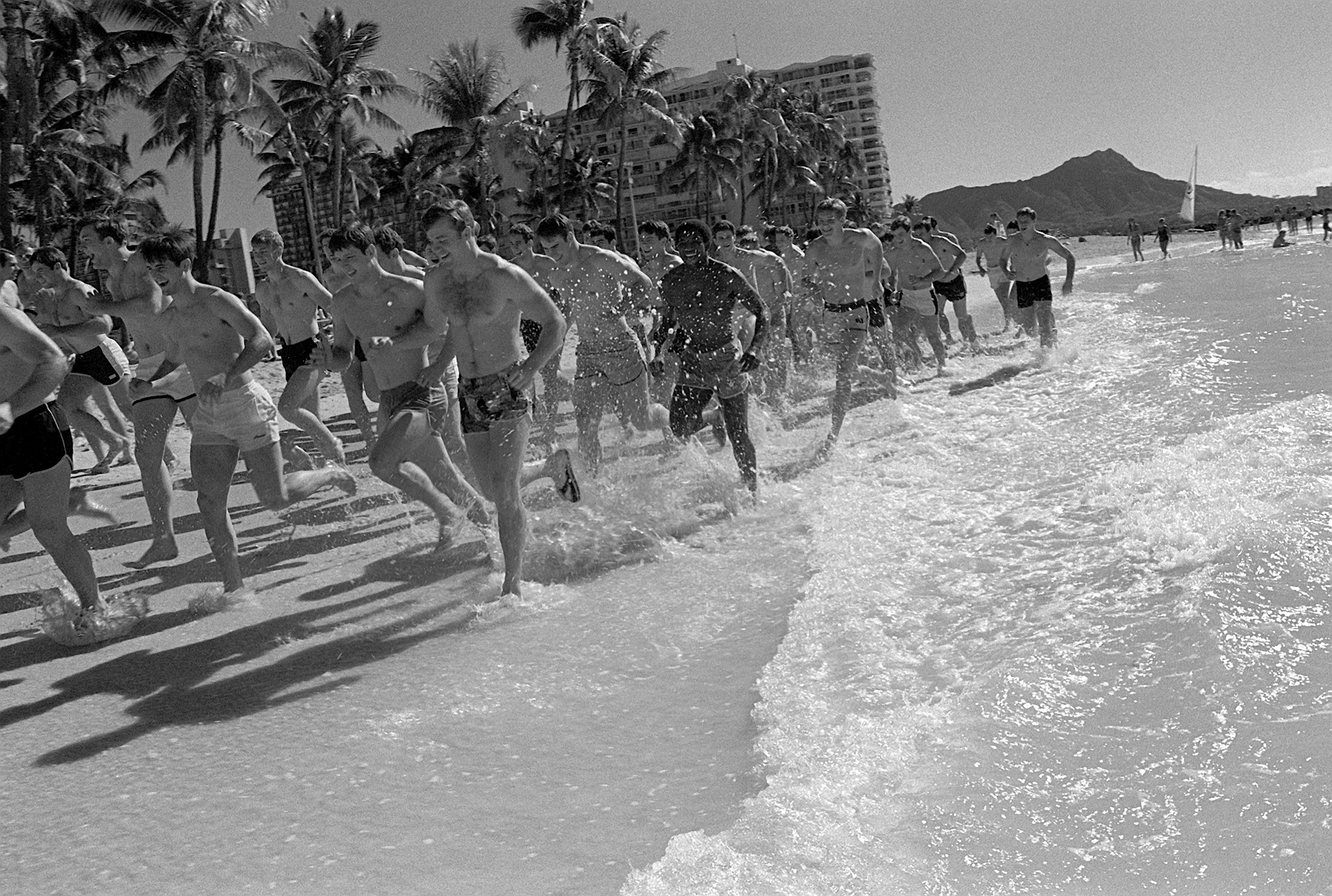
Гравці команди з американського футболу Академії ВПС США виконують джоґінґ на Waikiki Beach, Гаваї.

Біг підтюпцем (футинґ, джоґінґ) — це одна з форм бігу в повільному неквапливому темпі. Основною метою є отримати ефект від вправи, зменшивши рівень стресу (у порівнянні зі швидким бігом).
Mike Antoniades пропонує конкретніше визначення, що описує біг підтюпцем, як біг зі швидкістю меншою, ніж 9,7 км / год.
Джоґінґ можна також використовувати як розминку або «охолодження» для бігунів. Спортсмени часто використовують його як засіб активного відновлення під час інтервальних тренувань.

## Історія
У 1593 році Вільям Шекспір вжив «jogging» у творі «Приборкання норовливої». Катерина говорить джентльмену побігати підтюпцем, поки його чоботи не стануть зеленими. Це прислів'я означало прохання прийти в той час, коли ви більш підготовлені.
Етимологія слова невідома, але може бути пов'язана з словом shog або бути цілком новим словом XVI століття. Як правило, слово означало «залишати».
Термін «jog» часто вживають в англійській та американській літературі, щоб описати короткі швидкі рухи, свідомі чи несвідомі. Річард Джеффріс, англійський натураліст, писав про «джоґґерів», як людей, що швидко рухаються і «змітають» все на своєму шляху. Термін jog і jogging на означення форми фізичних вправ почав вживатися в Англії в середині сімнадцятого століття. У США термін означав щоденну ранкову пробіжку спортсменів (напр. боксери). У Новій Зеландії в 1960—1970 роках популяризатором джоґінґу був Arthur Lydiard.

## Галерея

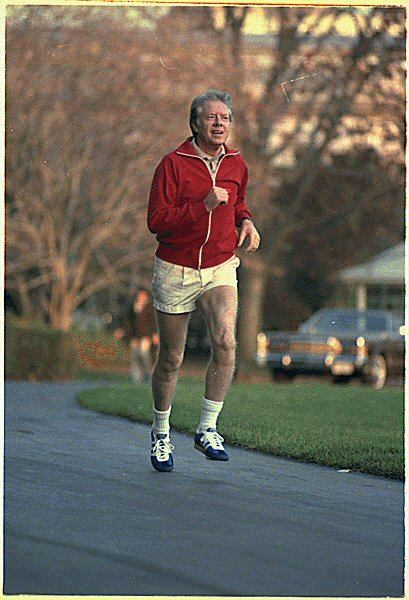
Джиммі Картер
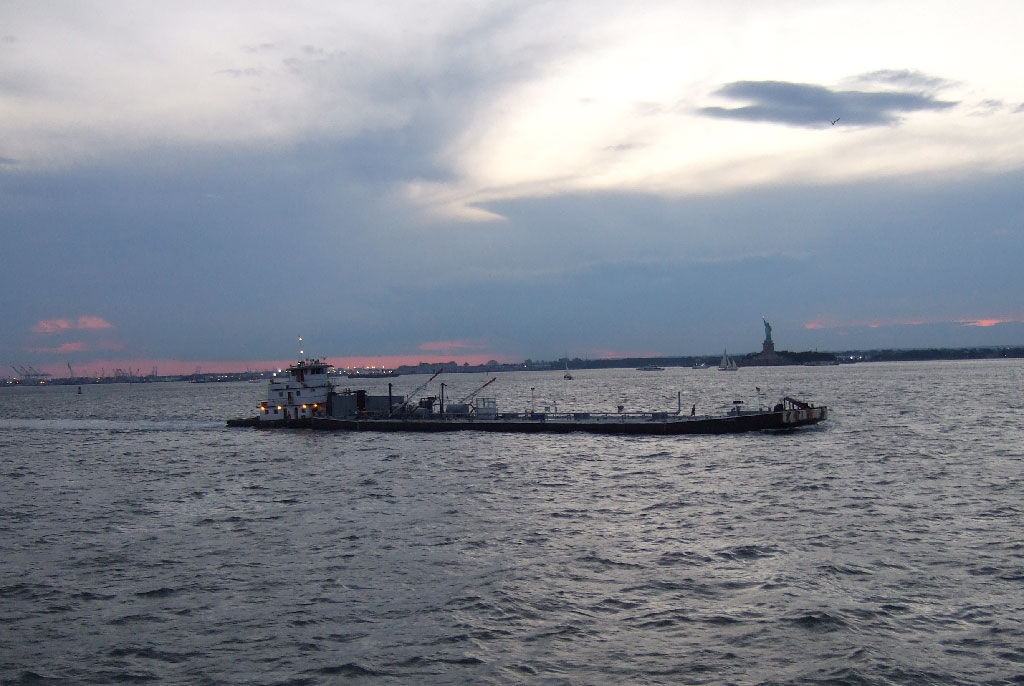
Джоґінґ на баржі
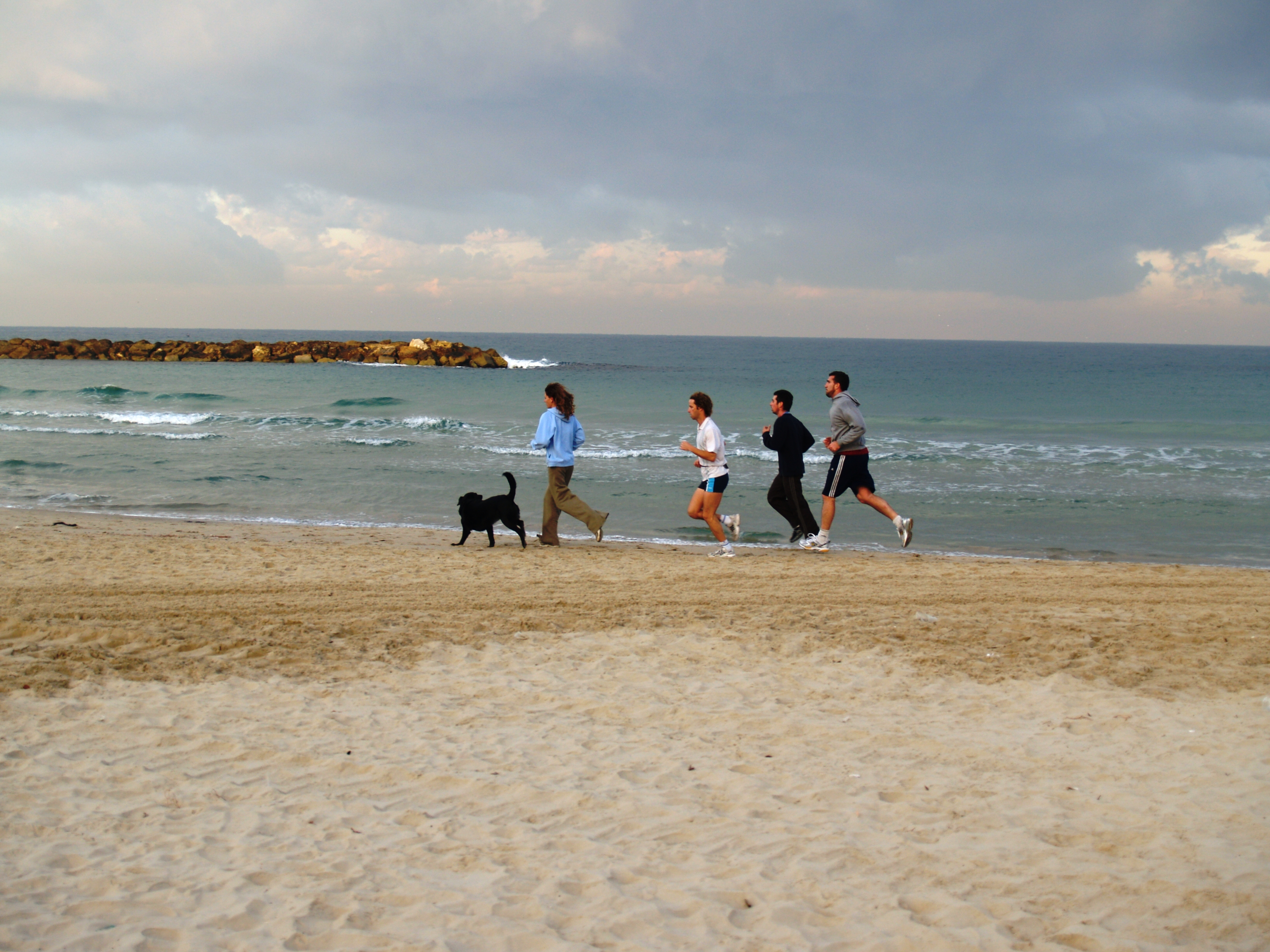
Тель-Авів, ранковий біг